# Zobecněná souřadnice
Jako zobecněné souřadnice (někdy též obecné souřadnice) se označuje skupina souřadnic použitých k popisu fyzikálního systému. Zobecněné souřadnice nemusí mít fyzikální rozměr délky nebo času. Používají se zvláště v teoretické mechanice.

## Nezávislé zobecněné souřadnice
Při řešení určitého fyzikálního problému je výhodné, pokud je možné zvolit zobecněné souřadnice tak, aby byly nezávislé. Tento postup se používá v lagrangeovské mechanice, neboť umožňuje zbavit se těch proměnných, které by bylo nutno vyjádřit pomocí různých vazebných podmínek.
Pro systém s {\displaystyle m} stupni volnosti a {\displaystyle n} částicemi, jejichž polohy jsou určeny polohovými vektory {\displaystyle \{\mathbf {r} _{i}\}} ve třírozměrném prostoru existuje {\displaystyle 3n-m} rovnic, které omezují složky těchto polohových vektorů. Počet zobecněných souřadnic lze v takovém případě zvolit stejný jako je počet stupňů volnosti {\displaystyle m}. Zobecněné souřadnice {\displaystyle \{q_{1},q_{2},...,q_{m}\}} a čas {\displaystyle t} postačují k popisu systému, jsou-li všechny zobecněné souřadnice vzájemně nezávislé. Návrat k původním souřadnicím (tedy k polohovým vektorům jednotlivých částic) je pak dán transformačními vztahy
{\displaystyle \mathbf {r} _{i}=\mathbf {r} _{i}(q_{1},q_{2},...,q_{m},t)}
pro {\displaystyle i=1,2,...,n}.
Tyto transformace umožňují při práci s komplikovanými systémy použít vhodnější souřadnice a po vyřešení problému se vrátit zpět k původním souřadnicím. Pomocí těchto rovnic lze vytvořit diferenciály, např. pro případy virtuálního posunutí nebo zobecněných sil.
Prostor {\displaystyle \mathbf {R} ^{n}} zobecněných souřadnic se nazývá konfigurační prostor.

## Zobecněná rychlost
Časová změna zobecněné souřadnice určuje zobecněnou rychlost
{\displaystyle {\dot {q}}_{i}={\frac {\mathrm {d} q_{i}}{\mathrm {d} t}}}
Rychlosti pohybu jednotlivých částic lze získat použitím transformačních vztahů
{\displaystyle {\dot {\mathbf {r} }}_{i}=\sum _{k=1}^{m}{\frac {\partial \mathbf {r} _{i}}{\partial q_{k}}}{\dot {q}}_{k}}